# Umineko no naku koro ni
Umineko no naku koro ni (うみねこのなく頃に, ’Amikor a sirályok sírnak’; angol címén Umineko: When They Cry) egy japán krimi dódzsin szoftver, visual novel sorozat, amit a 07th Expansion készített. 
Az első játék a sorozatból, a Legend of the Golden Witch, először a Comiket 72-n lett kiadva 2007. augusztus 17-én, játszható volt PC-n és az összes példányt eladták percek alatt. A történet egy 18 főből álló csoport két napját helyezi középpontba, egy külvilágtól elzárt szigeten, és a rejtélyes gyilkosságokat, amelynek legtöbbjük áldozatául esik. A játék fő célja az, hogy meghatározzuk a gyilkos ember-e vagy valami természetfeletti. Az „Umineko” a harmadik mű a „When They Cry” sorozatban, a sorozat ezt megelőző művei a Higurasi no Naku Koro ni, és a Higurasi no Naku Koro ni Kai, az ez után következő mű pedig az Umineko no Naku Koro ni Csiru.
Square Enix, Icsidzsinsa, Kadokava Soten, és az ASCII Media Works mind megjelentették különböző manga  adaptációit a sorozatnak. Emellett egy 26 részes anime sorozatot is készített belőle a Studio Deen, amit 2009. júliustól decemberig vetítettek Japánban. Egy regénysorozat Rjúkisi07 tollából is készül, amit a Kodansha Box ad ki. Egy verekedős játék is kiadásra került a 07th Expansiontól 2010. december 31-én, ami az Ógon Musókjoku franchise-on alapszik. Az „umineko” szó a sirály egy fajtáját jelenti, a feketefarkú sirályt. A Naku jelentése "hangot adni" (鳴く), különösképpen a nem emberi élőlények hangadására utalva. Az eredeti készítő, Rjúkisi07 elmondása alapján a vörös na (な) karakter a logóban hivatalos része a címnek.

## Játékmenet
Az Umineko no Naku Koro ni egy krimi játék, amit a 07th Expansion úgy ír le mint "sound novel" (magyarul hangregény). Egy sound novel hasonló a visual novelhez, azonban a játékmenet nem igényel közreműködést a játékostól, mivel a játék teljes mértékben párbeszédekből és narratívából áll. Miközben a visual novel alapja a vizuális vonása lenne, ahogy azt a neve is sejteti, a sound novel inkább a zenével, hanggal, effektekkel és magával a történettel létrehozott hangulatra alapoz. Sound novel lévén az eredeti „Umineko” játéknak egyszerű kinézetű rajzstílusa van, ami egységes a sorozat folyamán. Az eredeti kiadások nem tartalmazzák a karakterek szinkronjait. 
Játszás alatt a Tippek menüpont előhívható a játék belső menüjéből, ami mentési és betöltési funkciókat is biztosít. A tippek lehetővé teszik, hogy a játékos számos kiegészítő információt olvasson a karakterekről és a történetről, ami segítséget nyújthat a rejtély megoldásában. Ezek a tippek frissítődnek a történet előrehaladtával, épp ezért ajánlott az alkalmankénti ellenőrzésük. A fő célja a játékmenetnek a több ügyet is magába foglaló gyilkosságsorozat mögött rejlő igazság elérése, az arany megtalálása, egy megoldás fellelése, ami mindenki túlélését segíti elő, az ügy megoldása az igazi gyilkos kilétének meghatározásával minden egyes fejezetben, miközben eldönti, hogy vajon a gyilkosságokért természetfeletti lény okolható, vagy emberi tettes. 
A játék egyik jellegzetessége a Turn of the Golden Witch-től megjelenő „vörös igazság” egy megalapozás nélküli, azonban feltétlenül igaz állítást tesz vörös szöveggel, ezzel nyomokat adva az olvasónak elméletek kreálására és egyaránt megcáfolására. Ezzel átellenben a „kék igazság” az Alliance of the Golden Witch-től kezdődően arra szolgál, hogy elméleteket gyártsanak vele a háttérben meghúzódó valódi eseményekről, miközben megfelel a vörös igazságnak, ezzel megadva a lehetőséget, hogy valóvá váljon, amennyiben nincs cáfolva a vörös igazsággal. Emellett szerepet kap még az „arany igazság” amely először az End of the Golden Witch-ben kerül bemutatásra. Kizárólag a játékmester használhatja és attól függően hogyan használják, lehet alsóbbrendű és felsőbbrendű a vörös igazsághoz képest. Végül, de nem utolsósorban a „lila igazságot”, amit a Twilight of the Golden Witch-ben mutatnak be a fejezet adott gyilkossági esetének gyanúsítottjai használhatják. Funkciója megegyezik a vörös igazságéval, azonban kizárólag az igazi tettes hazudhat a lila igazságot használva.
Amikor egy fejezetet az első alkalommal olvasnak végig, játszhatóvá válik egy kiegészítő epilógus, amit „Tea Party”-nak hívnak. Ebben további döntő fontosságú jeleneteket láthatunk, amik a főtörténet eseményeit is továbblendítik. Amikor a Tea Party jeleneteivel végzett az ember egy második epilógus, amit „????”-nek hívnak, teszi lehetővé a történet folytatását. Miután egy játék összes jelenetét végigolvasta az ember, egy új „Music Box” szekció válik elérhetővé a főmenüben, ez lehetővé teszi a játékban szereplő bármely felhasznált zene hallgatását.

## Történet és szereplők

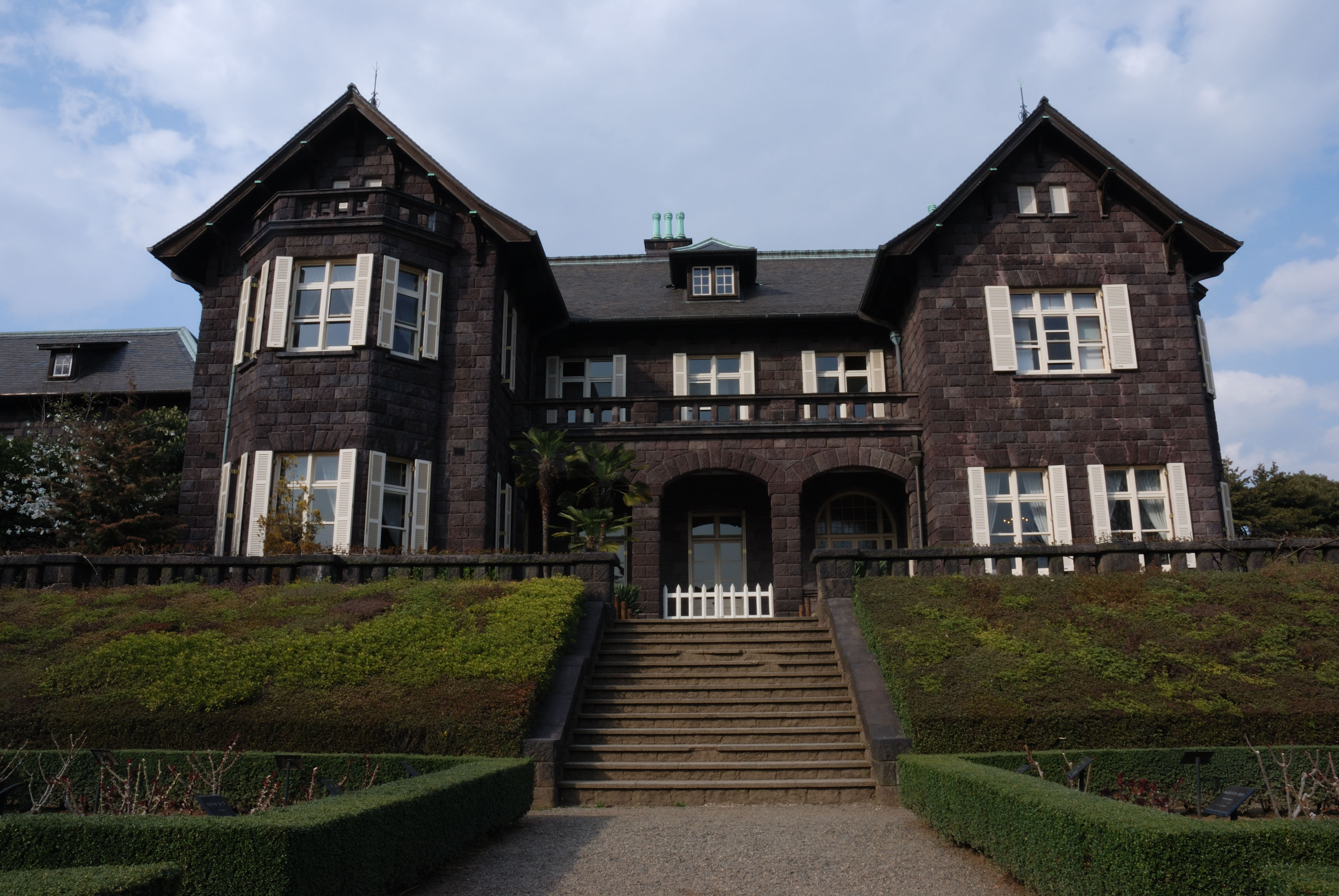
A Kjú Furukavában lévő kastély, ami alapjául szolgált a történetben szereplő vendégháznak.

Az Umineko no naku koro ni elsősorban 1986 október 4 és 5-e eseményeit fedi le, egy kis külvilágtól elzárt szigeten, aminek a neve Rokkendzsima (六軒島) 10 km around owned and lived on by Kinzo, the head of the wealthy Ushiromiya family. Kinzó haldoklik és nyolc családtagja érkezik a szigetre az éves családi konferenciára, ahol a felnőttek azt tervezik hogyan osztják el Kinzo vagyonát halála után. A szigeten él még további három családtag, öt szolgája Kinzonak, és jelen van a személyi háziorvosa. A nyolc családtag megérkezése után egy tájfun ejti őket csapdába a szigeten, nem sokkal ez után furcsaságok történnek és az emberek sorra halnak meg.
A történet főszereplője Usiromija Battler, Kinzó második fiának, Rudolfnak a fia. Battler már hat éve nem volt jelen az éves Usiromija konferencián, mivel az anyai ági nagyszüleivel élt anyja, Asumu halálától kezdve, mi több anyja leánykori családnevét vette fel az Usiromija helyett. Amikor a nagyszülei meghaltak, visszaköltözött apjához, apja második feleségéhez Kiriéhez és féltestvéréhez, Endzsi-hez. Battler, amint a szigeten van, ismét kapcsolatba kerül az arany boszorkány Beatricse legendájával, aki Rokkendzsima sűrű erdőjében él. A boszorkány egy életnagyságú portréja áll  az Usiromiya családi kastélyának bejárati csarnokában, és egy elgondolkodtató sírfelirat van a portré alá helyezve. A szigeten azt beszélik, hogy Beatricse tíz tonna aranyat adott Kinzónak a múltban, hogy újrakezdhesse az Usiromija család hagyatékát, miután az 1923-as kantói földrengésben összerokkant. Azt beszélik, hogy bárki, aki megoldja a boszorkány sírfeliratán lévő talányt, megkapja az aranyat, és ő lesz a következő feje az Usiromija családnak.
Amint a tájfun eléri a szigetet, egy kísérteties játék veszi kezdetét hat a szigeten lévő ember meggyilkolásával. Ha a boszorkány sírfeliratát nem tudja megoldani senki, az emberek további rejtélyes gyilkosságoknak esnek áldozatul, amik mind a boszorkány sírfeliratán található rejtvényt követik szó szerint mindaddig, amíg maga a boszorkány Beatricse fel nem támad. Miután mindez lezajlik az egyetlen túlélő Battler, aki nem hisz a boszorkányságban és a mágiában, és ezért az ajtó az „arany földre” (ahogy azt a sírfelirat rejtvénye is említi) nem nyílik ki. Beatricse átviszi saját magát és Battlert egy párhuzamos dimenzióba, ahol lehetséges kívülről szemlélni Rokkendzsima eseményeit. Ettől a ponttól kezdve Battler és Beatricse be vannak zárva a csavaros logika játékába, ahol Battlernek meg kell kísérelnie megmagyarázni Rokkendzsima összes rejtélyét  emberi elkövető szempontjából, míg Beatricse mágiával próbálja magyarázni az eseteket. Egyik visszatérő eleme a történetnek a zárt szobás gyilkosságok használata, és számos logikai érvet vonultat fel a rejtélyek megmagyarázására beleértve az ördög bizonyítékát, a holló paradoxont, és Schrödinger macskáját. Ha Beatrice rá bírja venni Battlert, hogy feladja és elfogadja a boszorkányokat és a mágiát, ő nyer.

### Történetszálak

#### Umineko no Naku Koro ni
Az Umineko: When They Cry (うみねこのなく頃に; Hepburn: Umineko no Naku Koro ni, ’magyarul: Amikor a Sirályok Sírnak’) név alá tartozó játékok az első négy fejezetet takarják, amiknek a célja a történetben szereplő világ felvázolása, és a Rokkendzsimát körülvevő rejtélyes körülmények bemutatása az Arany Boszorkány legendájával együtt. Minden egyes új játék tartalmazza az előző fejezeteket is.
Episode 1: Legend of the Golden Witch (1. fejezetAz Arany Boszorkány legendája)
Ez a fejezet mutatja be a játékosnak az alap felállását az „Umineko no Naku Koro ni”-nek, ahogy az Usiromija család összegyűl Rokkendzsima szigetén az éves családi konferenciájukra. A játékos megismeri a szigeten tartózkodó 18 személyt (akik az Usiromija családból és szolgáikból állnak) és az Arany Boszorkány, Beatrice legendáját, akiről azt sejtik, hogy a szigeten él 19. személyként és a többi jelenlévőt gyilkolja meg emberek számára megmagyarázhatatlan módon. A történetet elsősorban Battler szemszögéből láthatjuk a fejezet alatt, és bemutatásra kerül a sorozat első „rossz befejezése”, ahol a szigeten lévők mindegyikét vagy meggyilkolják, vagy eltűntnek nyilvánítják.
Episode 2: Turn of the Golden Witch (2. fejezetAz Arany Boszorkány köre)
Az első fejezet eseményeit követve ez a fejezet mutatja be az első harcot Battler és Beatricse között, ahogy külső szemlélőként figyelik a Rokkendzsimai eseményeit a „meta világból”. A családi konferencia szokás szerint megrendezésre kerül, azonban ez alkalommal Beatricse 19. személyként nyíltan jelen van a szigeten, és számos mágikus elemet ad hozzá a történethez. Másik fő témája ennek a fejezetnek Dzsordzsi és Sannon, Dzsesszika és Kanon, valamint Maria és Róza kapcsolata. A fejezet narratívája több karakter szemszögéből származik beleértve egy objektív mindentudó nézőpontot is.
Episode 3: Banquet of the Golden Witch (3. fejezetAz Arany Boszorkány bankettje)
Az első két fejezettel ellentétben, ebben a fejezetben a jelenlévők megpróbálják megoldani Beatricse sírkövének rejtvényét ahelyett, hogy a gyilkos valódi kilétét próbálnák meghatározni. Eva sikerrel jár ebben a feladatban, azonban bemutatásra kerül, ahogy új „Beatricse”-ként folytatja a gyilkosságokat. Ezalatt a meta világban Beatricséhez csatlakozik démon szolgája, és Battler is talál magának rejtélyes szövetségest. Ez a fejezet Eva és Beatricse múltjára világít rá leginkább, és egyben ez az első fejezet, ahol a végkimenetelben az egyik jelenlévő túléli a gyilkosság sorozatot.
Episode 4: Alliance of the Golden Witch (4. fejezetAz Arany Boszorkány szövetsége)
Ez a fejezet bemutatja Battler húgát, Endzsit és az ő életét 12 évvel a Rokkendzsimai gyilkosságsorozat után. A történet folyamatosan váltakozik 1986 (a gyilkosságok időpontja) és 1998 (Endzsi jelene) között, több háttér-információt adva a szereplőkről és betekintést ad a gyilkosságok mögötti módszerekbe is. Ez a fejezet erősen sejteti a mágia létét, miközben Battler összes eddigi Beatricse ellen formált elméletét próba elé állítják.

#### Umineko no Naku Koro ni Csiru
Az Umineko no Naku Koro ni Csiru (うみねこのなく頃に散, ’ magyarul: Amikor a Sirályok Sírnak - Széthullás’) játékok mesélik el a történet második felét, és betekintést enged a rejtélyek legmélyére. Ezek a játékok nem szimplán megoldásai az első 4 történetszálnak, hanem folytatása a történetnek is egyben. Ahogy a rejtélyek magjához közelít a történet további nyomokkal szolgál az első négy történetszálhoz. Minden egyes új játék tartalmazza a Csiru összes előző fejezetét.
Episode 5: End of the Golden Witch (5. fejezetAz Arany Boszorkány vége)
Az Arany Boszorkány rejtélyét egy új perspektívából mutatja be ez a fejezet, a boszorkányok Bernkasztel és Lambdadelta előlépésével. Ennek a történetnek a főszereplői Kinzó, Nacuhi és az új szereplő, Erika, aki krimi nézőpontból közelíti meg a gyilkosságokat Battlerrel ellentétben, aki elsősorban a mágia ellen harcolt, de nem a krimi oldal mellett. Ez a játék a végkifejlet elérése előtt fel lesz függesztve, ezért a szigeten lévők legtöbbjének sorsa ismeretlen.
Episode 6: Dawn of the Golden Witch (6. fejezetAz Arany Boszorkány hajnala)
Ez a fejezet az új Játékmester bemutatásával nem merül el Beatricse játékainak megoldásába, inkább azt tükrözi, hogy a Játékmester mennyire érti meg azokat. Mindazonáltal további nyomokat kapunk a történet alatt, ami a fő gyanúsítottakhoz vezet. Dzsordzsi, Dzsessika, Sannon és Kanon kiemelkedő szerepet játszanak ebben a történetben csakúgy, mint a gyerekes újjászületett Beatricse, aki küszködik, hogy visszakapja régi személyiségét Battler érdekében. Ez a játék szintúgy fel lesz függesztve a végkifejlet elérése előtt.
Episode 7: Requiem of the Golden Witch (7. fejezetAz Arany Boszorkány rekvieme)
Ez a fejezet egy alternatív valóságban játszódik, ahol Battler nem jön Rokkendzsimára, az Arany Boszorkány nem létezik, és a titokzatos gyerek 19 évvel ezelőttről lesz az Usiromija család örököse. Ez a történet két új karakter nézőpontjából van elmesélve: Willard H. Wright, aki számos igazságra derít fényt az Arany Boszorkány legendáját illetően beleértve Beatricse személyazonosságát; és Usiromija Lion, akinek a léte reprezentálja mindazt, ami eddig történt. Habár gyilkosság nem történik magában a játékban, az epilógusokban bemutatásra kerül egy jelenet, ami bemutatja hogyan történhettek a gyilkosságok egy nem mágikus szempontból.
Episode 8: Twilight of the Golden Witch (8. fejezetAz Arany Boszorkány alkonya)
Megkísérelve a rejtély szívét bemutatni, ez a fejezet egy olyan felállást mutat be, ahol Endzsi jelen van a családjával az 1986-os konferencián. Az eddigi fejezetekkel ellentétben itt szükséges a játékos közreműködése a történet folytatásához, mint rejtvények megoldása, egy tábla ami további lehetséges elkövetőkkel szembesíti az olvasót és a választás, hogy varázslattal vagy trükkökkel értelmezzük a történetet, mindkettő más-más befejezéshez vezet.

#### Umineko no Naku Koro ni Cubasza
Az Umineko no Naku Koro ni Cubasza (うみねこのなく頃に翼, ’magyarul:  Amikor a Sirályok Sírnak - Szárnyak’) egy rajongóknak készült lemez, ami további játékon kívüli tippeket tartalmaz Rjúkisi07 írótól. 2010 december 31-én adták ki az „Arany Boszorkány alkonyá”-val együtt. A történetek közül több humoros hangvételű, de a komolyabbak egyenértékűek az eredeti művekkel.

#### Umineko no Naku Koro ni Hane
Az Umineko no Naku Koro ni Hane (うみねこのなく頃に羽, ’ magyarul: Amikor a Sirályok Sírnak - Tollak’) egy második kiegészítő történeteket tartalmazó gyűjtemény Rjúkisi07 tollából, amit 2011 december 31-én adtak ki az Ógon Musókjoku Krosszal.

#### Egyéb tippek
További tippek is jelentek meg a műhöz, amiket a Cubasza nem tartalmaz, azonban szintúgy Rjúkisi07 írta őket.

## Fejlesztés
Az Umineko no Naku Koro ni a második visual novel sorozat, amit a 07th Expansion készített, az első művük a Higurashi no Naku Koro ni után. A sorozat történetírója Rjúkisi07, aki az összes karakter-illusztrációt is rajzolja. A rendezést Rjúkisi07 öccse Jatazakura, és az általános menedzsmentet pedig BT intézte haláláig, 2009 júliusáig. Kép- és szövegfeldolgozást Jika vezette, aki átvette BT pozícióját is. A háttérképeket és fotókat Jatazakura, Zekozakura, Mali és All Season Kiszecu no Irodori intézte. A játékokat az NScripter motorral készítették. Az Umineko zenéjében számos zenész működött közre, mind hivatásos, mind amatőrök is, valamint Dai, aki a Higurasi no Naku Koro ni Kai legtöbb zenéjét szerezte, kivette a részét a munkából zenei rendezőként.

## Fordítás
- Ez a szócikk részben vagy egészben  az   Umineko no Naku Koro ni című angol Wikipédia-szócikk ezen változatának fordításán alapul.  Az eredeti cikk szerkesztőit annak laptörténete sorolja fel. Ez a jelzés csupán a megfogalmazás eredetét és a szerzői jogokat jelzi, nem szolgál a cikkben szereplő információk forrásmegjelöléseként.

## Külső linkek
- Visual novel official website (japánul)
- Alchemist's official Umineko portal website (japánul)
- Umineko no Naku Koro ni: Majo to Suiri no Rondo official website Archiválva 2014. április 19-i dátummal a Wayback Machine-ben (japánul)
- Umineko no Naku Koro ni Chiru: Shinjitsu to Gensō no Nocturne official website (japánul)
- Umineko no Naku Koro ni Portable official website (japánul)
- Anime official website (japánul)
- Witch Hunt Translation Project
- When They Cry[halott link] at the Visual Novel Database
- Umineko no naku koro ni (anime) az Anime News Network enciklopédiájában (angolul)